# Aka (langue bantoue)
Pour les articles homonymes, voir Aka.
Ne doit pas être confondu avec Yaka (langue).
L'aka est une langue bantoue parlée en République centrafricaine et en république du Congo.